# Mainbrücke Oberhaid
Die Mainbrücke Oberhaid ist ein Bauwerk der Bundesautobahn 70 bei Oberhaid in Oberfranken. Am Autobahnkilometer 60 überspannt sie den Main bei Stromkilometer 385,25 und Vorlandbereiche. Die Brücke liegt zwischen den Anschlussstellen Viereth-Trunstadt und Bamberg-Hafen.
Die Mainbrücke entstand im Rahmen des Neubaus der Autobahn von Schweinfurt nach Bamberg. Sie kostete 20,8 Millionen Mark. Baubeginn war im August 1988, im Oktober 1991 wurde die Brücke dem Verkehr übergeben. Die Balkenbrücke ist im Grundriss mit einem Radius von 3000 m gekrümmt und weist für jede Richtungsfahrbahn einen Überbau auf, der jeweils für zwei Fahrstreifen und einen Standstreifen ausgelegt ist.

## Konstruktion

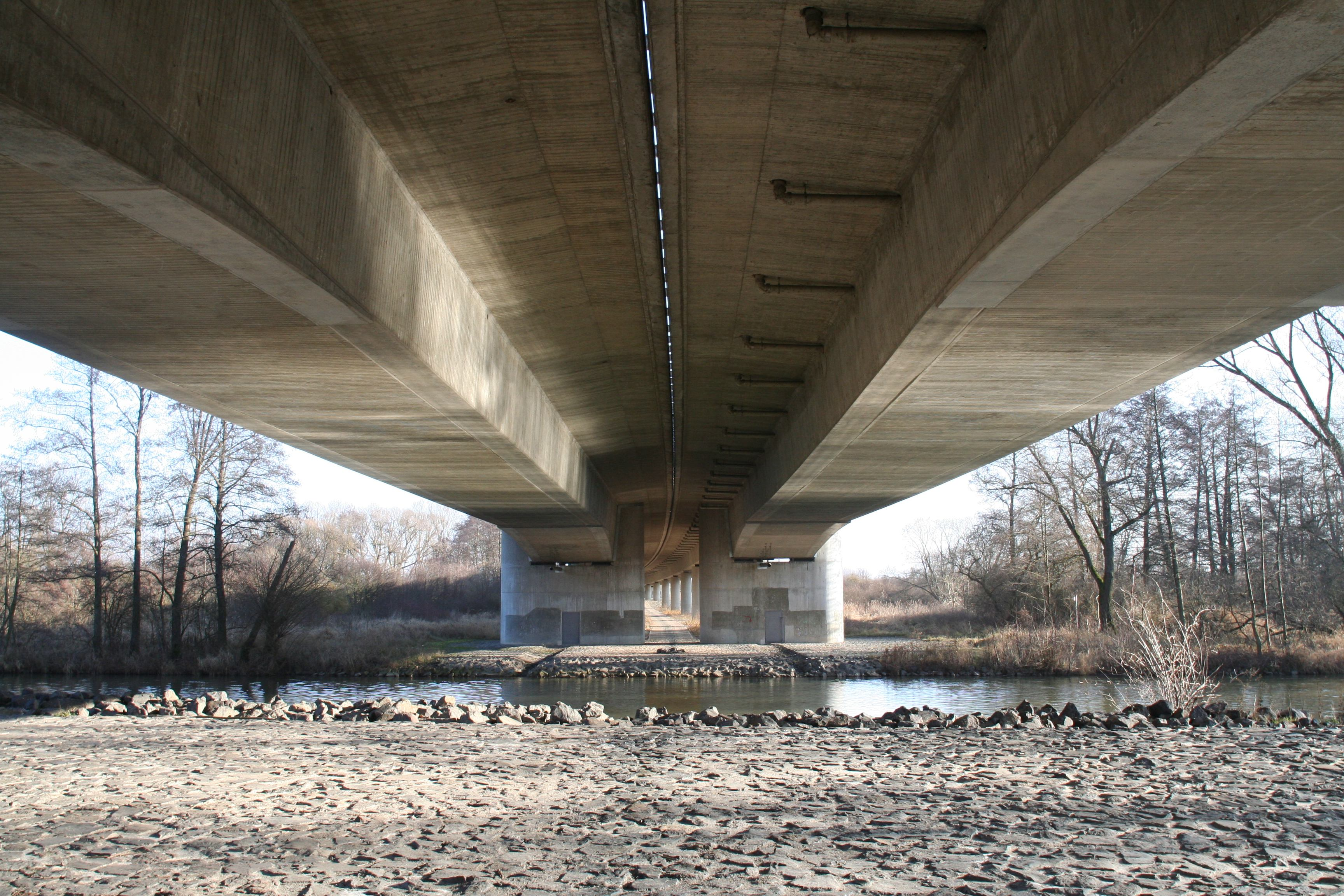
Brückenuntersicht der Hauptöffnung

Das Bauwerkssystem der Spannbetonbrücke besteht in Längsrichtung aus einem symmetrischen Durchlaufträger mit 17 Öffnungen und Stützweiten von 31,6 m bei den beiden Endfeldern, 83,0 m bei der Hauptöffnung über dem Main, 36,0 m bei den beiden Feldern neben der Hauptöffnung und 32,5 m bei den übrigen zwölf Feldern. In Querrichtung weisen die beiden Überbauten einen Hohlkastenquerschnitt auf, dessen Bodenplatte 5,5 m breit ist und in den Regelöffnungen eine konstante Konstruktionshöhe von 2,5 m besitzt. Nur über den beiden Strompfeilern am Main wächst die Konstruktionshöhe aus statischen Gründen voutenförmig auf eine maximale Höhe von 4,0 m, über eine Länge von 17,1 m, an.
Der Brückenunterbau besteht im Vorland aus Stahlbetonrundstützen mit 1,5 m Durchmesser und einem massiven Querschnitt. Die Flusspfeiler sind als Scheiben ausgebildet und für Wartungszwecke begehbar.

## Bauausführung

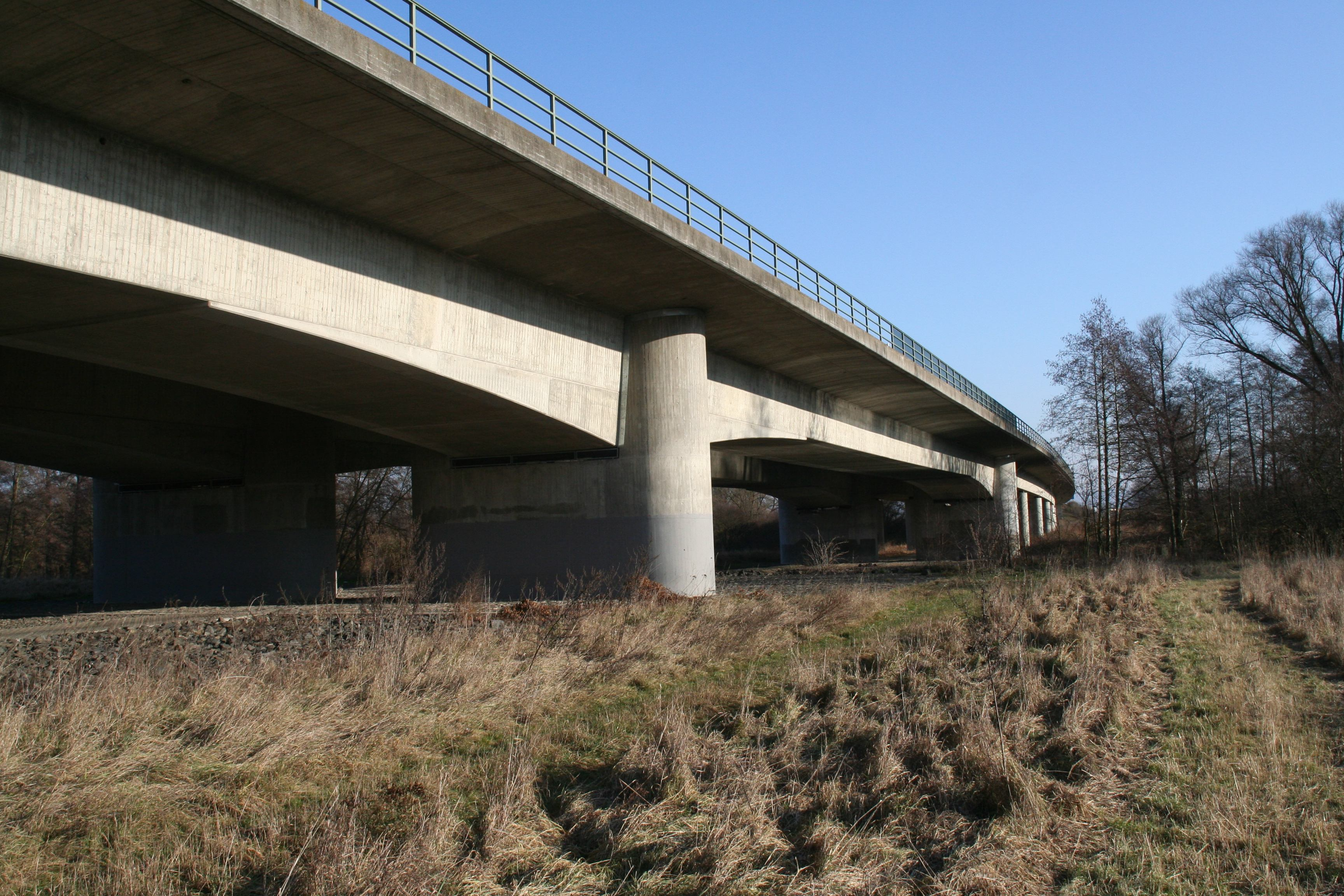
Nachträglich ergänzte Vouten der Hauptöffnung

Die Überbauten der Brücke wurden im Taktschiebeverfahren mit einer konstanten Höhe erstellt, wozu die Stützweite der Mittelöffnung mit Hilfsstützen auf 41 m reduziert wurde. Zur Herstellung der Vouten über den Flusspfeilern kam ein Sondervorschlag der ausführenden Baufirma zur Anwendung. Das in Deutschland sehr selten angewendete Bauverfahren bestand aus einer nachträglichen Voutenergänzung unter der Bodenplatte des Hohlkastens, um dort die erforderliche Konstruktionshöhe für den Endzustand zu erreichen. Der Ergänzungsbeton wurde über Einfüllöffnungen in der Bodenplatte, die in Längsrichtung in Abständen von 0,6 m angeordnet waren, eingebracht. Um den erforderlichen Verbund zwischen Alt- und Neubeton zu erreichen, mussten zuvor Modellversuche durchgeführt werden.